# Baczeńce 1
Baczeńce 1 (hist. Masiuki; biał. Бачанцы 1; ros. Баченцы 1) – wieś na Białorusi, w obwodzie grodzieńskim, w rejonie wołkowyskim, w sielsowiecie Wołkowysk.
W dwudziestoleciu międzywojennym Masiuki leżały w Polsce, w województwie białostockim, w powiecie wołkowyskim, w gminie Biskupice.